# Hemimorfita
L'hemimorfita és un mineral de la classe dels silicats. Va rebre el seu nom l'any 1853 per Adolph Kenngott en al·lusió a la forma forma hemimòrfica dels seus cristalls. L'hemimorfita també és coneguda amb els noms de calamina o wagita, entre d'altres.

## Característiques
L'hemimorfita és un silicat de zinc hidratat. Cristal·litza en el sistema ortoròmbic. El seu hàbit pot presentar cristalls llargs disposats en crostes radiades, normalment blanques, però és freqüent trobar-ne en crostes massives de tonalitats verd o blau intens. Aquesta inusual forma de cristal·lització fa que els cristalls acabin en cares desiguals. Industrialment s'extreu en les mines com a mena del zinc, sent de gran rendibilitat econòmica la seva explotació, ja que conté més d'un 54% d'aquest metall.
Segons la classificació de Nickel-Strunz, l'hemimorfita pertany a «09.BD: Estructures de sorosilicats (dímers); grups Si₂O₇, amb anions addicionals; cations en coordinació tetraèdrica [4] o major» juntament amb els següents minerals: bertrandita, junitoïta, axinita-(Fe), axinita-(Mg), axinita-(Mn), tinzenita, vistepita, boralsilita i werdingita.

## Formació i jaciments
Es troba formant filons i llits en roques calcàries estratificades, a la zona d'oxidació de sulfurs de zinc i de plom, associada a smithsonita, cerussita, anglesita, rosasita, hidrozincita, crisocol·la, calcita, auricalcita, galena i esfalerita.
S'han trobat bells cristalls en mines de Chihuahua (Mèxic), Bèlgica, Àustria, Gran Bretanya, Algèria i els Estats Units. A Espanya és freqüent trobar hemimorfita a la conca minera del zinc d'Astúries i Cantàbria. A Catalunya s'ha trobat hemimorfita a la pedrera Berta de Sant Cugat del Vallès, al Vallès Occidental (Barcelona). En general, abunda en tots els jaciments de zinc, plom i plata del món.